# برج نماد
برج نماد (به لاتین: Symbol Tower) یک آسمان‌خراش در ژاپن است که در تاکاماتسو، کاگاوا واقع شده‌است.